# Ylvingen (île)

Ylvingen  est une île de la commune de Vega , en mer de Norvège dans le comté de Nordland en Norvège.

## Description
L'île de 7,6 km2 est située en l'île de Vega et le continent. L'île est reliée par ferry rapide aux villes continentales de Brønnøysund et Sandnessjøen, et à l'île de Vega et au continent par car-ferry.
Le paysage est relativement plat, mais rocheux à de nombreux endroits. Le point culminant de l'île est la montagne Stornonshaugen de 68 mètres au milieu de l'île. L'île a une population d'orignaux relativement importante. Les habitants de l'île gagnent leur vie grâce à l'agriculture et à la pêche et l'île a un trafic touristique croissant.

### Histoire
Pendant la Seconde Guerre mondiale, l'île a été utilisée par les forces armées allemandes comme fortification et camp des prisonniers de guerre de Russie, de Serbie et de Pologne qui y ont effectué des travaux forcés.

## Galerie

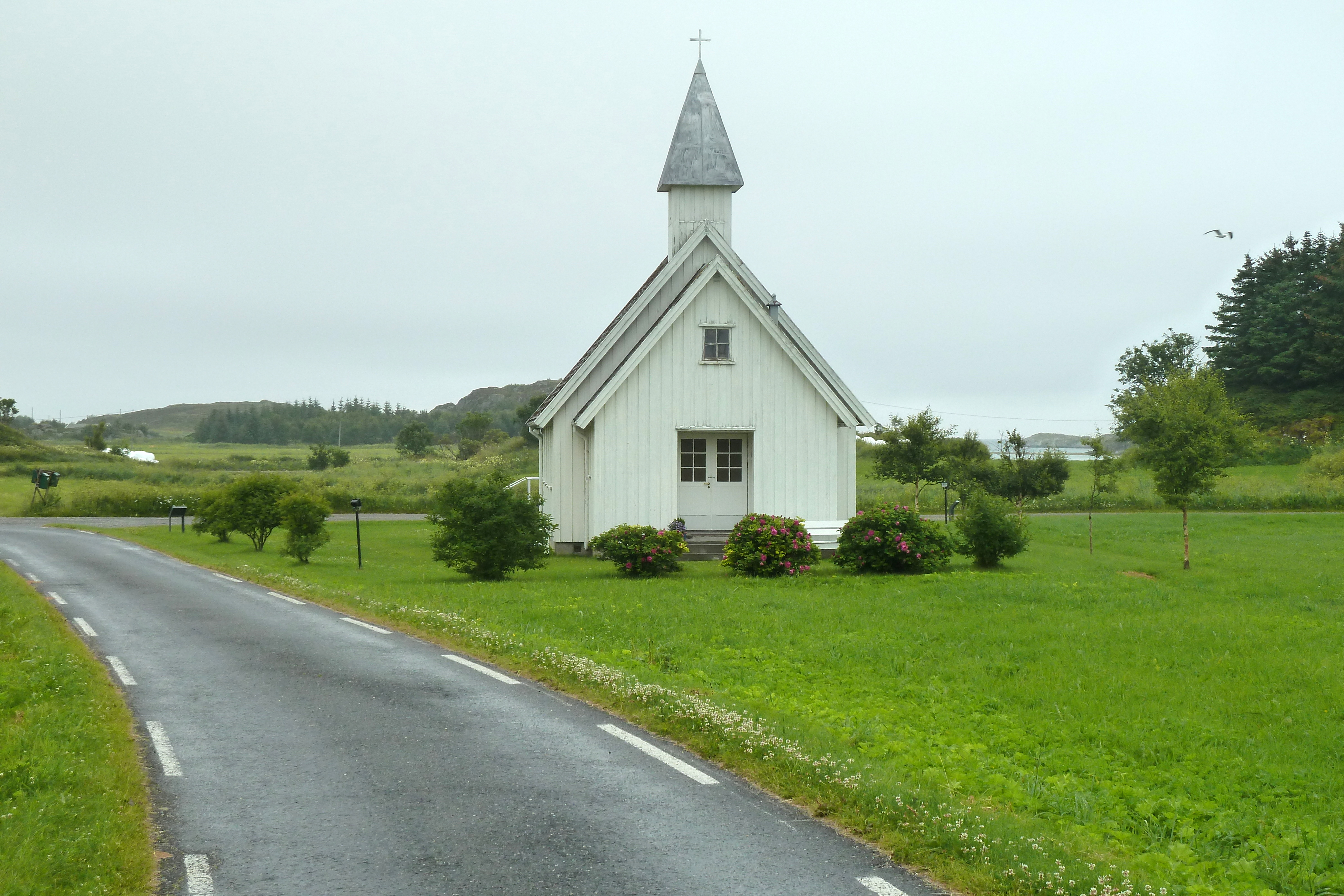
Chapelle d'Ylvingen
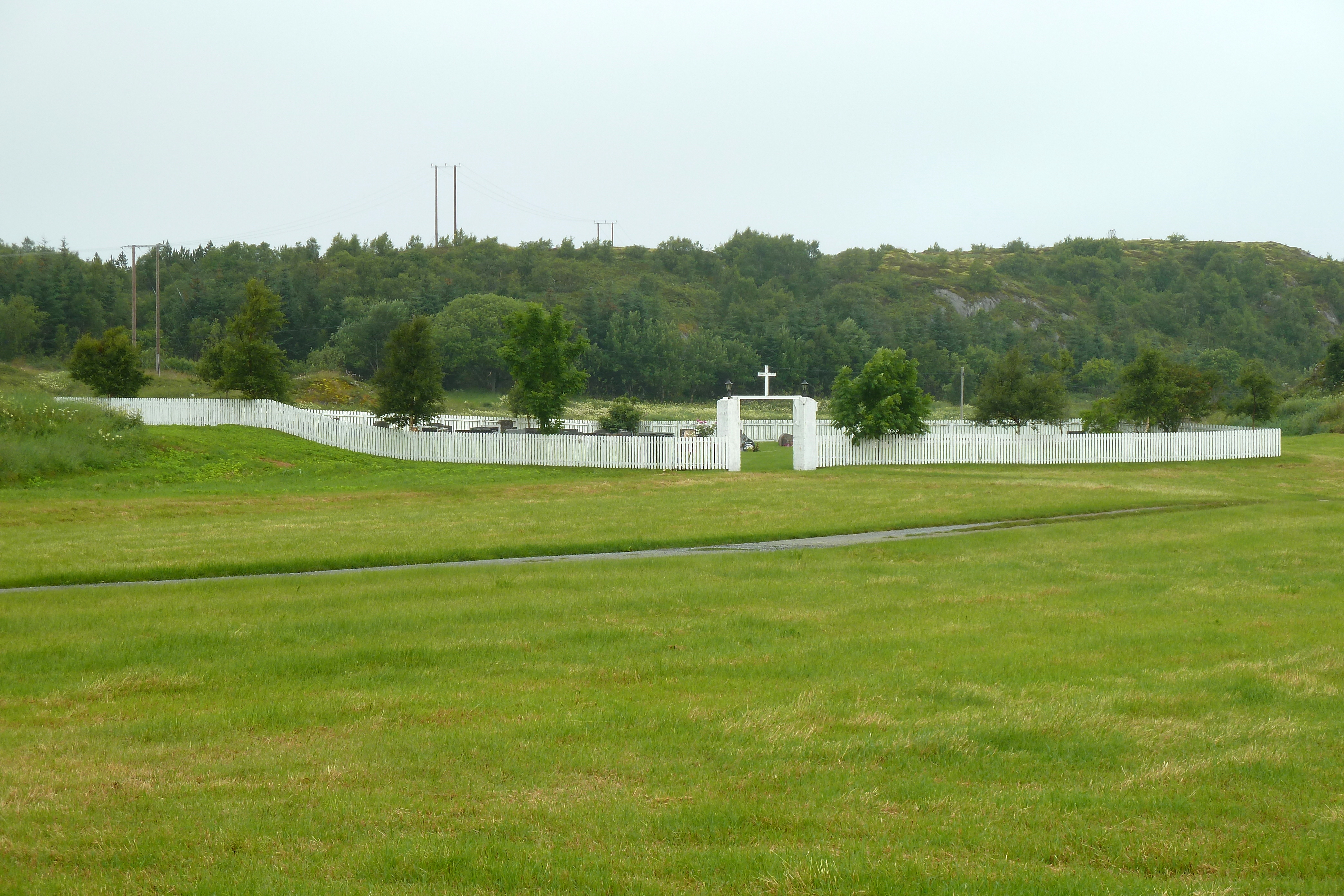
Cimetiére